# 小行星6794
小行星6794（英語：6794 Masuisakura）是一颗围绕太阳公转的小行星。1992年2月26日，杉江淳在Dynic发现了此天体。
这颗小行星的绝对星等为349.2005644141104等。